# جون ر. دريك
جون ر. دريك (بالإنجليزية: John R. Drake)‏ هو قاضي ومحامي وسياسي أمريكي، ولد في 28 نوفمبر 1782 في الولايات المتحدة، وتوفي في 21 مارس 1857 في قرية أويغو في الولايات المتحدة. حزبياً، نشط في الحزب الجمهوري الديمقراطي. وقد انتخب عضو جمعية ولاية نيويورك وانتخب عضو مجلس النواب الأمريكي.